# 仙台あおば餃子
仙台あおば餃子（せんだいあおばぎょうざ）は、宮城県仙台市のご当地餃子。雪菜を皮に練りこみ、餡にも使用した緑色の餃子である。

## 概要
仙台市の愛称「杜の都」をイメージさせる緑色の餃子である。また、「青葉」をひらがなで「あおば」と標記することによって、雪菜の柔らかな滋味を強調し、年間を通じて提供しても違和感のないイメージとしている。
2013年時点では仙台市内約40店舗で4種類の仙台あおば餃子を提供している。いずれも野菜を豊富に使用しており、野菜由来のカルシウム、ビタミンAなどが豊富となっている。餃子の皮は厚めでもちもち感があり、冷めても固くなりにくい仕上げとなっている。また、日本で一般的な焼き餃子以外にも水餃子で提供したり、仙台名物の牛タン入りの仙台あおば餃子を提供する店舗もある。

## 歴史
2009年度に農業の振興及び地域経済の活性化を目的として、仙台市内で生産された農産物を使った新たな商品の開発を委託したことで考案された。
2010年5月の仙台・青葉まつりでお披露目され、2011年9月に商標登録された。
2016年、仙台あおば餃子振興会が「仙台あおば餃子国」として全国餃子サミットに正式加盟が認められる。

## 主な提供店舗
はちやの餃子（塩竈市）
皮は厚めで、饅頭のような丸い形状をしている。餡には宮城県のブランド鶏である「森林どり」を使用。